# Primera División de Andorra 2008-09
La Primera División de Andorra 2008-09 (oficialmente y en catalán: Primera Divisió de Andorra 2008-09) fue la 14ta edición del campeonato de la máxima categoría de fútbol del Principado de Andorra. Estuvo organizada por la Federación Andorrana de Fútbol y fue disputada por 8 equipos. Comenzó el 20 de septiembre de 2008 y finalizó el 15 de marzo de 2009.
Sant Julià obtuvo el título por segunda vez en su historia, tras vencer a Lusitanos por la mínima diferencia como visitante en la última jornada. La sorpresa del certamen fue el descenso de Rànger's, club que desde su ascenso a la categoría en el año 2001 supo consagrarse campeón en dos oportunidades, siendo la última en 2007.

## Ascensos y descensos
| Pos. | Descendidos de 1.ª División |
| ---- | --------------------------- |
| 8.º  | Casa Estrella del Benfica   |

| Pos. | Ascendidos de 2.ª División |
| ---- | -------------------------- |
| 1.º  | UE Santa Coloma            |

## Sistema de competición
El campeonato constó de dos fases:
En la fase regular, los ocho equipos se enfrentaron entre sí bajo el sistema de todos contra todos a dos ruedas, completando un total de 14 fechas. Una vez finalizada dicha instancia, los cuatro equipos con mayor cantidad de puntos participaron de la Ronda por el campeonato, mientras que los cuatro restantes disputaron la Ronda por la permanencia. Todos los clubes comenzaron su participación en esta instancia con el puntaje final obtenido en la fase regular.
Los cuatro clubes que participaron de la Ronda por el campeonato volvieron a enfrentarse entre sí, todos contra todos, a doble rueda. El equipo que acumuló más puntos entre las dos fases se consagró campeón y accedió a la primera ronda previa de la Liga de Campeones de la UEFA 2009-10.
Por otro lado, los cuatro equipos participantes de la Ronda por la permanencia se enfrentaron entre sí, todos contra todos, a doble rueda. Aquel que logró menor puntaje a lo largo de las dos fases descendió directamente a la Segunda División, mientras que el penúltimo disputó una promoción contra el subcampeón de dicha categoría.
En todas las fases, las clasificaciones se establecieron a partir de los puntos obtenidos en cada encuentro, otorgando tres por partido ganado, uno por empatado y ninguno en caso de derrota. En caso de igualdad de puntos entre dos o más equipos, el orden de la clasificación se definió a favor de aquel con mejor diferencia de goles y, de mantenerse el empate, a favor de aquel con mayor cantidad de goles a favor en toda la temporada.

## Equipos participantes
| Equipo                | Ciudad                  |
| --------------------- | ----------------------- |
| Engordany             | Las Escaldas-Engordany  |
| Inter Club d'Escaldes | Las Escaldas-Engordany  |
| Lusitanos             | Andorra la Vieja        |
| Principat             | San Julián de Loria     |
| Rànger's              | San Julián de Loria     |
| Sant Julià            | San Julián de Loria     |
| FC Santa Coloma       | Santa Coloma de Andorra |
| UE Santa Coloma       | Santa Coloma de Andorra |

| \| Parroquia \| N.º \| Equipos \| \| ---------------------- \| --- \| ------------------------------------------- \| \| Andorra la Vieja \| 3 \| Lusitanos; FC Santa Coloma; UE Santa Coloma \| \| San Julián de Loria \| 3 \| Principat; Rànger's; Sant Julià \| \| Las Escaldas-Engordany \| 2 \| Engordany; Inter Club d'Escaldes \| |     |                                             |
| Parroquia | N.º | Equipos                                     |
| Andorra la Vieja | 3   | Lusitanos; FC Santa Coloma; UE Santa Coloma |
| San Julián de Loria | 3   | Principat; Rànger's; Sant Julià             |
| Las Escaldas-Engordany | 2   | Engordany; Inter Club d'Escaldes            |

## Fase regular

### Clasificación
|  |    | Equipos               | PJ | PG | PE | PP | GF | GC | Dif | Pts |
|  | -- | --------------------- | -- | -- | -- | -- | -- | -- | --- | --- |
|  | 1. | Sant Julià            | 14 | 11 | 2  | 1  | 69 | 10 | +59 | 35  |
|  | 2. | FC Santa Coloma       | 14 | 10 | 3  | 1  | 58 | 5  | +53 | 33  |
|  | 3. | Lusitanos             | 14 | 10 | 0  | 4  | 36 | 17 | +19 | 30  |
|  | 4. | Principat             | 14 | 8  | 1  | 5  | 32 | 31 | +1  | 25  |
|  | 5. | UE Santa Coloma       | 14 | 6  | 3  | 5  | 35 | 28 | +7  | 21  |
|  | 6. | Engordany             | 14 | 3  | 0  | 11 | 21 | 75 | -54 | 9   |
|  | 7. | Inter Club d'Escaldes | 14 | 2  | 1  | 11 | 12 | 48 | -36 | 7   |
|  | 8. | Rànger's              | 14 | 1  | 0  | 13 | 22 | 71 | -49 | 3   |

|  | Clasificado a la Ronda por el campeonato.  |
|  | Clasificado a la Ronda por la permanencia. |

#### Evolución de la clasificación
| Jornada / Equipo      | 1 | 2 | 3 | 4 | 5 | 6 | 7 | 8 | 9 | 10 | 11 | 12 | 13 | 14 |
| Jornada / Equipo      |   |   |   |   |   |   |   |   |   |    |    |    |    |    |
| --------------------- | - | - | - | - | - | - | - | - | - | -- | -- | -- | -- | -- |
| Sant Julià            | 4 | 3 | 2 | 1 | 2 | 2 | 2 | 1 | 1 | 1  | 1  | 1  | 1  | 1  |
| FC Santa Coloma       | 1 | 1 | 1 | 2 | 1 | 1 | 1 | 2 | 2 | 2  | 2  | 2  | 2  | 2  |
| Lusitanos             | 6 | 4 | 4 | 4 | 3 | 3 | 4 | 5 | 4 | 4  | 3  | 3  | 3  | 3  |
| Principat             | 8 | 8 | 7 | 5 | 5 | 5 | 5 | 4 | 5 | 5  | 5  | 5  | 4  | 4  |
| UE Santa Coloma       | 2 | 2 | 3 | 3 | 4 | 4 | 3 | 3 | 3 | 3  | 4  | 4  | 5  | 5  |
| Engordany             | 7 | 7 | 7 | 8 | 7 | 8 | 8 | 8 | 8 | 8  | 8  | 7  | 6  | 6  |
| Inter Club d'Escaldes | 3 | 5 | 5 | 6 | 6 | 7 | 7 | 6 | 6 | 6  | 6  | 6  | 7  | 7  |
| Rànger's              | 5 | 6 | 6 | 7 | 8 | 6 | 6 | 7 | 7 | 7  | 7  | 8  | 8  | 8  |

### Resultados
Fuente: mismarcadores.com
- Los horarios corresponden a la CET (Hora Central Europea) UTC+1 en horario estándar y UTC+2 en horario de verano.

#### Primera vuelta
| Rànger's  | 1 - 2 | Inter Club d'Escaldes | Comunal de Andorra la Vieja | 20 de septiembre | 12:00 |
| Principat | 0 - 7 | FC Santa Coloma       |                             | 20 de septiembre | 14:00 |
| Engordany | 1 - 4 | UE Santa Coloma       |                             | 20 de septiembre | 16:00 |
| Lusitanos | 0 - 1 | Sant Julià            |                             | 20 de septiembre | 18:00 |

| UE Santa Coloma | 4 - 0 | Inter Club d'Escaldes |                             | 27 de septiembre | 12:00 |
| Lusitanos       | 4 - 1 | Engordany             |                             | 27 de septiembre | 14:00 |
| FC Santa Coloma | 4 - 1 | Rànger's              | Comunal de Andorra la Vieja | 27 de septiembre | 16:00 |
| Sant Julià      | 6 - 1 | Principat             | Comunal de Andorra la Vieja | 27 de septiembre | 18:00 |

| Rànger's              | 0 - 3 | UE Santa Coloma | Comunal de Andorra la Vieja | 5 de octubre | 12:00 |
| Inter Club d'Escaldes | 1 - 5 | Sant Julià      |                             | 5 de octubre | 14:00 |
| Lusitanos             | 2 - 1 | Principat       |                             | 5 de octubre | 16:00 |
| Engordany             | 0 - 7 | FC Santa Coloma |                             | 5 de octubre | 18:00 |

| Inter Club d'Escaldes | 0 - 4 | Lusitanos       |                             | 12 de octubre | 12:00 |
| FC Santa Coloma       | 0 - 0 | UE Santa Coloma | Comunal de Andorra la Vieja | 12 de octubre | 12:00 |
| Principat             | 4 - 1 | Engordany       |                             | 12 de octubre | 14:00 |
| Sant Julià            | 6 - 1 | Rànger's        | Comunal de Andorra la Vieja | 12 de octubre | 16:00 |

| FC Santa Coloma | 1 - 0 | Sant Julià            | Comunal de Andorra la Vieja | 19 de octubre | 12:00 |
| UE Santa Coloma | 0 - 1 | Principat             |                             | 19 de octubre | 14:00 |
| Lusitanos       | 5 - 2 | Rànger's              |                             | 19 de octubre | 16:00 |
| Engordany       | 3 - 2 | Inter Club d'Escaldes |                             | 19 de octubre | 18:00 |

| Principat  | 2 - 0 | Inter Club d'Escaldes |                             | 26 de octubre | 12:00 |
| Rànger's   | 4 - 1 | Engordany             | Comunal de Andorra la Vieja | 26 de octubre | 14:00 |
| Lusitanos  | 0 - 2 | FC Santa Coloma       |                             | 26 de octubre | 16:00 |
| Sant Julià | 3 - 0 | UE Santa Coloma       | Comunal de Andorra la Vieja | 26 de octubre | 18:00 |

| Principat             | 5 - 4 | Rànger's        |  | 9 de noviembre | 12:00 |
| UE Santa Coloma       | 3 - 2 | Lusitanos       |  | 9 de noviembre | 12:00 |
| Engordany             | 1 - 7 | Sant Julià      |  | 9 de noviembre | 14:00 |
| Inter Club d'Escaldes | 0 - 6 | FC Santa Coloma |  | 9 de noviembre | 16:00 |

#### Segunda vuelta
| FC Santa Coloma       | 0 - 0 | Principat | Comunal de Andorra la Vieja | 23 de noviembre | 12:00 |
| Sant Julià            | 3 - 0 | Lusitanos | Comunal de Andorra la Vieja | 23 de noviembre | 14:00 |
| UE Santa Coloma       | 6 - 2 | Engordany |                             | 23 de noviembre | 16:00 |
| Inter Club d'Escaldes | 3 - 1 | Rànger's  |                             | 23 de noviembre | 18:00 |

| Engordany             | 0 - 4  | Lusitanos       |                             | 18 de enero | 12:00 |
| Inter Club d'Escaldes | 2 - 2  | UE Santa Coloma |                             | 18 de enero | 14:00 |
| Rànger's              | 0 - 12 | FC Santa Coloma | Comunal de Andorra la Vieja | 18 de enero | 16:00 |
| Principat             | 0 - 6  | Sant Julià      |                             | 18 de enero | 18:00 |

| UE Santa Coloma | 9 - 1 | Rànger's              |                             | 25 de enero | 12:00 |
| Principat       | 2 - 3 | Lusitanos             |                             | 25 de enero | 14:00 |
| Sant Julià      | 5 - 0 | Inter Club d'Escaldes | Comunal de Andorra la Vieja | 25 de enero | 16:00 |
| FC Santa Coloma | 6 - 0 | Engordany             | Comunal de Andorra la Vieja | 29 de enero | 21:30 |

| UE Santa Coloma | 1 - 4 | FC Santa Coloma       |                             | 22 de febrero | 14:00 |
| Rànger's        | 2 - 6 | Sant Julià            | Comunal de Andorra la Vieja | 22 de febrero | 14:00 |
| Engordany       | 2 - 3 | Principat             |                             | 22 de febrero | 16:00 |
| Lusitanos       | 2 - 0 | Inter Club d'Escaldes |                             | 22 de febrero | 18:00 |

| Principat             | 5 - 0 | UE Santa Coloma |                             | 1 de marzo | 14:00 |
| Sant Julià            | 1 - 1 | FC Santa Coloma | Comunal de Andorra la Vieja | 1 de marzo | 14:00 |
| Rànger's              | 1 - 3 | Lusitanos       | Comunal de Andorra la Vieja | 1 de marzo | 16:00 |
| Inter Club d'Escaldes | 2 - 4 | Engordany       |                             | 1 de marzo | 18:00 |

| Inter Club d'Escaldes | 0 - 1 | Principat  |                             | 8 de marzo | 12:00 |
| FC Santa Coloma       | 0 - 2 | Lusitanos  | Comunal de Andorra la Vieja | 8 de marzo | 14:00 |
| UE Santa Coloma       | 2 - 2 | Sant Julià |                             | 8 de marzo | 14:00 |
| Engordany             | 5 - 4 | Rànger's   |                             | 8 de marzo | 16:00 |

| FC Santa Coloma | 8 - 0  | Inter Club d'Escaldes | Comunal de Andorra la Vieja | 15 de marzo | 12:00 |
| Rànger's        | 0 - 7  | Principat             |                             | 15 de marzo | 14:00 |
| Sant Julià      | 18 - 0 | Engordany             |                             | 15 de marzo | 14:00 |
| Lusitanos       | 5 - 1  | UE Santa Coloma       |                             | 15 de marzo | 16:00 |

## Ronda por el campeonato

### Clasificación
|  |    | Equipos         | PJ | PG | PE | PP | GF | GC | Dif | Pts |
|  | -- | --------------- | -- | -- | -- | -- | -- | -- | --- | --- |
|  | 1. | Sant Julià (C)  | 20 | 16 | 2  | 2  | 84 | 15 | +69 | 50  |
|  | 2. | FC Santa Coloma | 20 | 15 | 3  | 2  | 75 | 12 | +63 | 48  |
|  | 3. | Principat       | 20 | 10 | 1  | 9  | 38 | 47 | -9  | 31  |
|  | 4. | Lusitanos       | 20 | 10 | 0  | 10 | 39 | 30 | +9  | 30  |

|  | Clasificado para la primera ronda previa de la Liga de Campeones 2009-10.                                    |
|  | Clasificado para la segunda ronda previa de la Liga Europa 2009-10 como campeón de la Copa Constitució 2009. |

| (C) Campeón |

#### Evolución de la clasificación
| Jornada / Equipo | 1 | 2 | 3 | 4 | 5 | 6 |
| Jornada / Equipo |   |   |   |   |   |   |
| ---------------- | - | - | - | - | - | - |
| Sant Julià       | 1 | 2 | 2 | 2 | 1 | 1 |
| FC Santa Coloma  | 2 | 1 | 1 | 1 | 2 | 2 |
| Principat        | 4 | 4 | 4 | 4 | 3 | 3 |
| Lusitanos        | 3 | 3 | 3 | 3 | 4 | 4 |

### Resultados
Fuente: mismarcadores.com
- Los horarios corresponden a la CET (Hora Central Europea) UTC+1 en horario estándar y UTC+2 en horario de verano.

#### Primera vuelta
| Principat | 0 - 2 | Sant Julià      |  | 22 de marzo | 14:00 |
| Lusitanos | 0 - 2 | FC Santa Coloma |  | 22 de marzo | 16:00 |

| Lusitanos       | 1 - 2 | Principat  |                             | 28 de marzo | 12:00 |
| FC Santa Coloma | 3 - 1 | Sant Julià | Comunal de Andorra la Vieja | 28 de marzo | 16:00 |

| FC Santa Coloma | 3 - 1 | Principat | Comunal de Andorra la Vieja | 4 de abril | 12:00 |
| Sant Julià      | 3 - 0 | Lusitanos | Comunal de Andorra la Vieja | 4 de abril | 16:00 |

#### Segunda vuelta
| FC Santa Coloma | 3 - 1 | Lusitanos | Comunal de Andorra la Vieja | 19 de abril | 12:00 |
| Sant Julià      | 5 - 0 | Principat | Comunal de Andorra la Vieja | 19 de abril | 14:00 |

| Principat  | 2 - 1 | Lusitanos       |                             | 26 de abril | 14:00 |
| Sant Julià | 3 - 2 | FC Santa Coloma | Comunal de Andorra la Vieja | 26 de abril | 16:00 |

| Principat | 1 - 4 | FC Santa Coloma |  | 3 de mayo | 12:00 |
| Lusitanos | 0 - 1 | Sant Julià (C)  |  | 3 de mayo | 12:00 |

## Ronda por la permanencia

### Clasificación
|  |    | Equipos               | PJ | PG | PE | PP | GF | GC  | Dif | Pts |
|  | -- | --------------------- | -- | -- | -- | -- | -- | --- | --- | --- |
|  | 1. | UE Santa Coloma       | 20 | 12 | 3  | 5  | 65 | 31  | +34 | 39  |
|  | 2. | Engordany             | 20 | 7  | 0  | 13 | 39 | 88  | -49 | 21  |
|  | 3. | Inter Club d'Escaldes | 20 | 4  | 1  | 15 | 25 | 68  | -43 | 13  |
|  | 4. | Rànger's (D)          | 20 | 1  | 0  | 19 | 26 | 100 | -74 | 3   |

|  | Disputó una promoción por la permanencia contra el subcampeón de la Segona Divisió. |
|  | Descendido a la Segona Divisió.                                                     |

| (D) Descendido |

#### Evolución de la clasificación
| Jornada / Equipo      | 1 | 2 | 3 | 4 | 5 | 6 |
| Jornada / Equipo      |   |   |   |   |   |   |
| --------------------- | - | - | - | - | - | - |
| UE Santa Coloma       | 1 | 1 | 1 | 1 | 1 | 1 |
| Engordany             | 2 | 2 | 2 | 2 | 2 | 2 |
| Inter Club d'Escaldes | 3 | 3 | 3 | 3 | 3 | 3 |
| Rànger's              | 4 | 4 | 4 | 4 | 4 | 4 |

### Resultados
Fuente: mismarcadores.com
- Los horarios corresponden a la CET (Hora Central Europea) UTC+1 en horario estándar y UTC+2 en horario de verano.

#### Primera vuelta
| Rànger's        | 0 - 4 | Engordany             | Comunal de Andorra la Vieja | 22 de marzo | 18:00 |
| UE Santa Coloma | 3 - 0 | Inter Club d'Escaldes |                             | 22 de marzo | 20:00 |

| Inter Club d'Escaldes | 2 - 4 | Engordany |  | 28 de marzo | 14:00 |
| UE Santa Coloma       | 8 - 0 | Rànger's  |  | 28 de marzo | 18:00 |

| Inter Club d'Escaldes | 4 - 2 | Rànger's        |  | 4 de abril | 14:00 |
| Engordany             | 2 - 3 | UE Santa Coloma |  | 4 de abril | 18:00 |

#### Segunda vuelta
| Engordany             | 4 - 0 | Rànger's        |  | 19 de abril | 12:00 |
| Inter Club d'Escaldes | 1 - 5 | UE Santa Coloma |  | 19 de abril | 16:00 |

| Rànger's  | 0 - 5 | UE Santa Coloma       | Comunal de Andorra la Vieja | 26 de abril | 12:00 |
| Engordany | 4 - 2 | Inter Club d'Escaldes |                             | 26 de abril | 18:00 |

| UE Santa Coloma | 6 - 0 | Engordany             |                             | 3 de mayo | 12:00 |
| Rànger's        | 2 - 4 | Inter Club d'Escaldes | Comunal de Andorra la Vieja | 7 de mayo | 16:00 |

## Promoción por la permanencia
El tercer equipo ubicado en la clasificación final de la Ronda por la permanencia, Inter Club d'Escaldes, disputó una serie a doble partido ante Atlètic Club d'Escaldes, subcampeón de la Segunda División. El ganador de la eliminatoria participó de la siguiente temporada de la Primera Divisió.
| Inter Club d'Escaldes | 2 - 1          | Atlètic Club d'Escaldes | Comunal de Andorra la Vieja | 17 de mayo | 20:00 |
| Atlètic Club d'Escaldes | (9) 2 - 1 (10) | Inter Club d'Escaldes   | Comunal de Andorra la Vieja | 24 de mayo | 18:00 |
| Inter Club d'Escaldes mantuvo la categoría tras ganar en los tiros desde el punto penal por 10-9, luego de empatar la serie con un global de 3-3. |                |                         |                             |            |       |

## Estadísticas

### Máximos goleadores
| Jugador                                   | Equipo          | Goles |
| ----------------------------------------- | --------------- | ----- |
| Norberto Urbani                           | FC Santa Coloma | 22    |
| Última actualización: 17 de julio de 2016 |                 |       |